# Konstantin Beskov
Konstantin Ivanovič Beskov (Константи́н Ива́нович Бе́сков, 18. listopadu 1920 Moskva – 6. května 2006 tamtéž) byl sovětský fotbalista, hrající na postu útočníka, který se po skončení hráčské kariéry stal trenérem. Proslul jako vyznavač útočného kombinačního fotbalu.
Sovětskou ligu začal hrát roku 1937 v klubu Serp i molot, později přejmenovaném na Metallurg Moskva. V roce 1941 přestoupil do Dynama Moskva. Získal dva tituly mistra SSSR v letech 1945 a 1949 a vítězství v poháru v roce 1953. Vstřelil 126 ligových branek a je členem Klubu Grigorije Fedotova. Zúčastnil se proslulého zájezdu dynamovců do Anglie v roce 1945. Reprezentoval SSSR na olympijských hrách 1952, kde byl jeho tým vyřazen v prvním kole Jugoslávií.
Vystudoval Moskevský tělovýchovný institut a stal se trenérem, od roku 1956 vedl FK Torpedo Moskva. Sovětskou reprezentaci trénoval na mistrovství Evropy ve fotbale 1964 (stříbrné medaile), olympijských hrách 1980 (bronzové medaile) a mistrovství světa ve fotbale 1982 (vyřazení ve čtvrtfinálové skupině). S Dynamem Moskva získal ligový titul v letech 1967 a 1970, ruský fotbalový pohár 1995 a přivedl je jako první sovětský klub do finále evropského poháru (Pohár vítězů pohárů 1971/72). Jako trenér FK Spartak Moskva vyhrál ligu v letech 1979 a 1987. Trenérskou kariéru ukončil v roce 1995.
Od roku 1953 byl členem Komunistické strany Sovětského svazu. Obdržel Leninův řád a Řád Za zásluhy o vlast, byl jmenován zasloužilým mistrem sportu a zasloužilým trenérem.